# Sidqi Subhi
Ṣidqī Ṣubḥī Sayyid Aḥmad (in arabo صدقي صبحي سيد أحمد‎?; Manuf, 12 dicembre 1955) è un generale egiziano.
È stato colonnello generale e comandante in capo dell'esercito egiziano, nonché ministro della Difesa e della Produzione Militare dal 26 marzo 2014 al 14 giugno 2018.

## Biografia
Diplomatosi nel 1976 in "Scienze Militari" nell'Accademia Militare Egiziana, è diventato Brigadier Generale dell'Esercito egiziano e, il 12 agosto 2012, è stato nominato Capo di Stato Maggiore delle Forze armate egiziane dall'allora Presidente della Repubblica Mohamed Morsi, in sostituzione del Ten. Gen. Sāmī Ḥāfeẓ ʿAnnān, venendo promosso al grado di Tenente Generale. Già comandante della III Armata, Ṣidqī Ṣubḥī è diventato anche vice Presidente del Consiglio supremo delle forze armate egiziane.

### Legami con gli Stati Uniti
Nel 2004-2005 Ṣidqī Ṣubḥī ha studiato per ottenere la laurea in "Studi Strategici" presso l'US Army War College a Carlisle (Pennsylvania). Scrisse una dissertazione in cui raccomandava che gli USA abbandonassero il loro ruolo militare nel Vicino Oriente e che si concentrassero invece sugli aiuti socio-economici nella medesima area. Il documento fu postato sul sito web del Dipartimento di Stato USA, accompagnato da un'analisi condotta da Issandr El Amrani.
Dopo il colpo di Stato militare egiziano del 2013, Ṣidqī Ṣubḥī ha parlato per telefono il 4 luglio 2013 con Martin Dempsey, Capo degli Stati Maggiori Riuniti statunitense, e altre due volte con lo stesso interlocutore l'8 luglio.